# PP-Suite

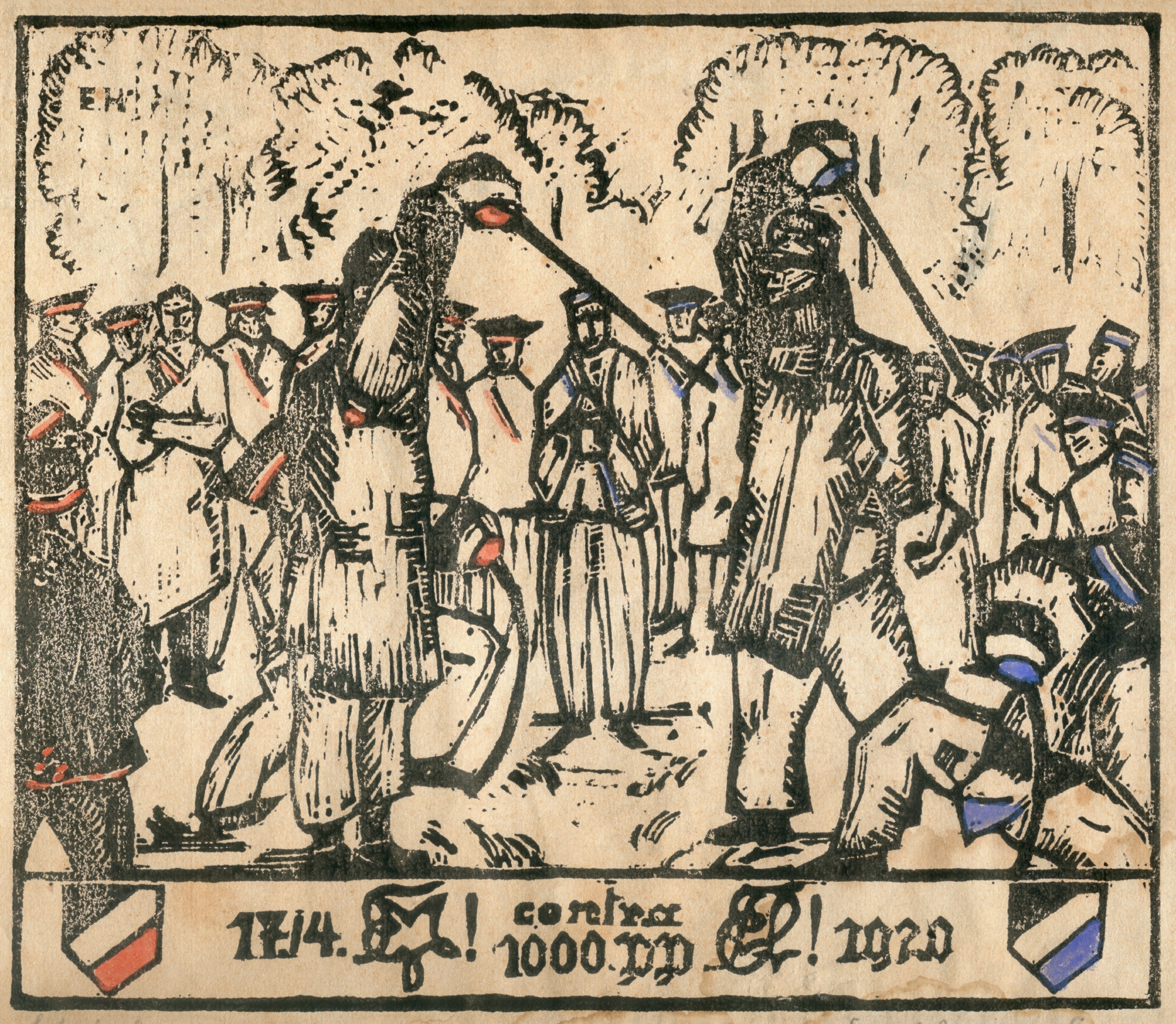
1000. Glied PP zwischen Makaria München und Suevia München (1920)

Eine Pro-Patria-Suite (kurz PP-Suite, PP oder PPS, vor allem in Österreich auch Hatz) ist eine Folge von Mensuren zu verschärften Bedingungen zwischen jeweils mehreren Mitgliedern zweier Studentenverbindungen. Die Bezeichnung kommt von lateinisch pro patria (für das Vaterland) und französisch suite (Folge).

## Geschichte
Bezeichnung und Brauch der Pro-Patria-Suite stammen aus der Mitte des 18. Jahrhunderts, als Studentenverbindungen im heutigen Sinne noch nicht bestanden, und Comments nicht schriftlich niedergelegt waren. Wurde eine Landsmannschaft von einer anderen beleidigt, war gemäß dem damaligen landsmannschaftlichen Prinzip auch ihr Land (lat. patria) beleidigt; Guestphalia forderte für Westfalen, Suevia für Schwaben pro patria. Jeweils gegeneinander fochten dann der Senior, der Consenior, der Sekretär, ein alter und ein junger Bursch, ein Brandfuchs und ein Krassfuchs der beiden Landsmannschaften.
Berühmt war die PP-Suite zwischen Studenten der Universität Leipzig und der Friedrichs-Universität Halle, die am 12. März 1803 im Posthorn von Reideburg ausgefochten wurde. Für die Leipziger Studentenschaft schlugen sich drei Unitisten und drei Landsmannschafter (zwei Meißner und ein Montane).
Die schlagenden Studentenverbindungen übernahmen im 19. Jahrhundert diesen Brauch, verstanden aber aufgrund der Aufgabe des landsmannschaftlichen Prinzips unter „Patria“ ihren eigenen Bund. Als in den 1860er Jahren die Bestimmungsmensur eingeführt wurde, und der Akademische Säbel den Schläger bei Ehrenhändeln ersetzte, verloren die PP-Suiten ihre Bedeutung im Duellwesen. An ihre Stelle trat die Säbelchargenforderung. PP-Partien dienten nun zur „handfesten“ Bekundung von Missfallen und zeigten, dass man sich nicht alles erlauben durfte. Diesen feinen Sinn hat die PP-Suite bis heute behalten. Gelegentlich wird auch beim Abbruch eines Verhältnisses eine PP-Suite ausgetragen.
Im Streit um die Anciennität im Königsberger Senioren-Convent focht Littuania 104 PP-Partien.
Um die hohen Kosten auswärtiger PP-Suiten zu begrenzen, beschränkte der oKC 1881 ihre Zahl auf vier. Nach dem Ersten Weltkrieg bildete sich an vielen Universitäten die sogenannte Freundschafts-PP heraus. Es sollte Chargierten und guten Fechtern ermöglichen, ihre Kunst zu zeigen. Unter den Bedingungen der Bestimmungsmensur war das kaum möglich.
Die erste PP-Partie nach dem Zweiten Weltkrieg wurde am 25. Oktober 1949 in Nürnberg zwischen den Consenioren des Corps Misnia IV und des Corps Onoldia, Klaus Ullmann und Gerhard Hering geschlagen.

## Heutige Regelung im KSCV
Zuletzt 1978 hat der Kösener SC-Verband Regeln festgelegt. Die wichtigsten sind:
1. PP-Suiten dürfen nicht zur Austragung von Ehrenstreitigkeiten gestürzt werden. Sie dienen also nicht der Sühne echter Beleidigungen.
2. Kein Corps ist zur Annahme einer PP-Suite verpflichtet. Keinem Corps darf das Fechten einer PP-Suite durch den örtlichen SC-Comment verboten oder geboten werden.
3. Eine PP-Suite ist mindestens „dreigliedrig“, besteht also aus drei Mensuren. Sie darf darüber hinaus nur so viele Partien umfassen, wie das zahlenmäßig schwächere Corps Corpsburschen hat. In der Regel fechten die Chargierten, Reaktivierungen Inaktiver oder Alter Herren zum Zwecke des PP-Fechtens sind unzulässig.
4. PP-Suiten umfassen mindestens 40 Gänge zu sechs Hieben. Im Übrigen legt der ortsübliche Comment die gegenüber der Bestimmungsmensur verschärften Bedingungen in Bezug auf Zahl und Gänge sowie die Rechte des Sekundanten in einer PP-Partie fest.
5. Zwischen Corps verschiedener Senioren-Convente (SC) sollen aus demselben Grund nicht mehr als vier Partien ausgetragen werden. Bei drei Partien bestimmt das geforderte Corps Ort und Zeit der Austragung, bei mehr Partien werden sie je zur Hälfte im SC der beiden Parteien, also auf den jeweils maßgeblichen Comment mit der ortsüblichen Mensurwaffe – Korbschläger oder Glockenschläger – gefochten. Den im 19. Jahrhundert zuweilen vereinbarten Wechsel der Mensurwaffe und des Comments zur Halbzeit einer Partie gibt es nicht mehr.[8]